# 金丝娘桥
金丝娘桥是中華人民共和國浙江省嘉興市平湖市最東邊的非行政集镇，位於上海市與浙江省交界處，明朝《平湖县志》對該地有記錄，當時名為金四娘，清朝時更名為金丝娘桥，名稱來自於同名橋樑。